# Filippo Casagrande
Filippo Casagrande (Firenze, 28 luglio 1973) è un ex ciclista su strada italiano.
Professionista dal 1995 al 2002, vinse una tappa al Giro d'Italia. Anche i suoi fratelli Francesco e Stefano furono corridori professionisti.

## Carriera
Da dilettante nel 1994 vinse due tappe al Girobio e la classifica finale del Giro della Toscana di categoria, e partecipò alla prova di categoria ai mondiali di Agrigento.
Passato professionista a inizio 1995 con la Brescialat-Fago, in stagione vinse una tappa al Giro d'Italia, a Tortoreto Lido. Nei primi mesi del 1996, in maglia San Marco Group-Fago, vinse la Montecarlo-Alassio, due tappe al Trofeo dello Stretto e una tappa alla Tirreno-Adriatico; trasferitosi in maggio alla Scrigno-Blue Storm, nel prosieguo di stagione fece sue tre tappe al Regio-Tour in Germania, la Coppa Agostoni e il Gran Premio Sanson, piazzandosi inoltre secondo alla Milano-Vignola 1996.
Nelle stagioni seguenti non ottenne più vittorie, andò comunque a podio in altre occasioni al Giro d'Italia (secondo a Borgomanero nel 1997, terzo a Prato nel 2000) e chiuse sesto alla Milano-Sanremo 1998. Si ritirò dalle corse a fine 2002. In carriera partecipò a sei edizioni del Giro d'Italia e a una del Tour de France.

## Palmarès
- 1991 (dilettanti)

Gran Premio Città di Vinci
- 1993 (dilettanti)

Gran Premio Sportivi Persignanesi
- 1994 (dilettanti)

Gran Premio Industria Commercio Artigianato Carnaghese
Classifica generale Giro d'Abruzzo
3ª tappa Girobio (Pesaro > Gabicce Mare, cronometro)
6ª tappa Girobio (Montegrotto Terme)
Classifica generale Giro della Toscana dilettanti
- 1995 (Brescialat, una vittoria)

5ª tappa Giro d'Italia (Porto Recanati > Tortoreto Lido)
- 1996 (San Marco, quattro vittorie/Scrigno-Blue Storm, cinque vittorie)

Montecarlo-Alassio
2ª tappa Trofeo dello Stretto (Sant'Agata di Militello > Sant'Agata di Militello)
5ª tappa Trofeo dello Stretto (Messina > Lago di Ganzirri)
4ª tappa Tirreno-Adriatico (Arcidosso > Soriano nel Cimino)
2ª tappa Regio-Tour (Mülheim an der Ruhr > Mülheim an der Ruhr)
4ª tappa Regio-Tour (Guebwiller > Colmar)
5ª tappa Regio-Tour (Vogtsburg im Kaiserstuhl > Vogtsburg im Kaiserstuhl)
Coppa Agostoni
1ª prova Gran Premio Sanson (Vittorio Veneto)

## Piazzamenti

### Grandi Giri
- Giro d'Italia

1995: ritirato (8ª tappa)
1996: 87º
1997: ritirato (19ª tappa)
1998: 71º
1999: 54º
2000: 60º
- Tour de France

2000: ritirato (8ª tappa)

### Classiche monumento
- Milano-Sanremo

1996: 139º
1998: 6º
1999: 169º
- Liegi-Bastogne-Liegi

1998: 75º
2000: 106º

### Competizioni mondiali
- Campionati del mondo

Agrigento 1994 - In linea Dilettanti: 54º